# Union sportive Colomiers rugby
L'Union sportive Colomiers rugby è un club francese di rugby a 15 di Colomiers (Alta Garonna).

## Storia
La squadra fu fondata nel 1915.
I maggiori successi conseguiti in ambito europeo e nazionale risalgono al periodo compreso tra la fine degli anni 1990 e il 2000, tra cui una European Challenge Cup vinta contro i connazionali dello SU Agen.

## Palmarès
- Challenge Cup: 1: 
1997-98
- Fédérale 1 1: 
2005

### Altri piazzamenti
- Finalista Top 14: 
1999-2000
- Finalista Heineken Cup: 
1998-99

## Migliori risultati

### Campionato francese
| Data            | Vincitore      | Finalista    | Risultato | Luogo                        | Spettatori |
| 15 luglio, 2000 | Stade Français | US Colomiers | 28-23     | Stade de France, Saint-Denis | 78.000     |

### Heineken Cup
| Data             | Vincitore    | Finalista    | Risultato | Luogo                   | Spettatori |
| 30 gennaio, 1999 | Ulster Rugby | US Colomiers | 21-6      | Lansdowne Road, Dublino | 49.000     |

### European Challenge Cup
| Data              | Vincitore    | Finalista | Risultato | Luogo                          | Spettatori |
| 1º febbraio, 1998 | US Colomiers | SU Agen   | 43-5      | Stade des Sept Deniers, Tolosa | 12.500     |

## Statistiche

### Heineken Cup
| Stagione  | G | V | P | S | PF   | PS   |
| --------- | - | - | - | - | ---- | ---- |
| 1998-1999 | 9 | 6 | 0 | 3 | n.d. | n.d. |
| 1999-2000 | 6 | 2 | 0 | 4 | n.d. | n.d. |
| 2000-2001 | 6 | 3 | 1 | 2 | n.d. | n.d. |

### European Challenge Cup
| Stagione  | G | V | P | S | PF  | PS  |
| --------- | - | - | - | - | --- | --- |
| 1997-1998 | 9 | 9 | 0 | 0 | 375 | 182 |
| 2001-2002 | 6 | 4 | 0 | 2 | 259 | 105 |
| 2002-2003 | 4 | 2 | 0 | 2 | 158 | 65  |
| 2003-2004 | 4 | 2 | 0 | 2 | 117 | 90  |

## Giocatori 2007-2008
| Piloni - Willy Begarie - Guillaume Bergos - Anthony Roux - Eric Smara - Julien Turini | Tallonatori - Damien Catala - Christophe Laurent - Benjamin Rioux | Seconde linee - Stéphane Bohn - Ludovic Fadel - Romain Friand - Romain Memain - Frédéric Laluque - Pascal Vignard | Terze linee - Fabien Berneau - Romain Carbou - Grégory Cloup - Thomas Dhalluin - Francis N'Tamack - Vincent Sacilotto - Julien Tourtoulou | Mediani di mischia - Jérémy Bertin - Jérémie Loevenbruck | Mediani d'apertura - Thomas Pochelu - Frédéric Pujo - Mathieu Sans | Trequarti centro - Damien Denechaud - Sébastien Inigo - Raphaël Mari - Julien Rey - Éric San Vicente - Jérôme Sieurac | Trequarti ala - Sylvain Barthès - Yannick Larguet - Vincent Mehn - Antoine Millot - Franck Vuilbert | Estremi - Sylvain Jouve - Morgan Saout |  |

## Ex giocatori
| - Fabien Galthié - Jean-Luc Sadourny - Jérôme Sieurac - David Skrela - Yannick Jauzion - Patrick Tabacco - Francis N'Tamack - Yannick Bru - Julien Arias | - Marc Dal Maso - Patricio Albacete - Dominique Dal-Pos - Thierry Dusautoir - Jean-Philippe Grandclaude - Stéphane Delpuech - Christophe Laurent - Stéphane Graou | - Benjamin Thiéry - Hugues Miorin - Bernard De Giusti - Laurent Marticorena - Jeremy Tomuli - Stéphane Peysson - Rob Gordon |

## Allenatori
- Jean-Luc Sadourny
- Bernard De Giusti
- Roland Pujo

## Presidenti
Il presidente Michel Bendichou, al quale è stato intitolato lo stadio locale dopo la sua morte nel 2004, rappresenta il padre spirituale della squadra e a lui è legato l'approdo nella massima serie del campionato francese i successi susseguiti.